# Народный музей волгоградских железнодорожников
Наро́дный музе́й волгогра́дских железнодоро́жников — первый железнодорожный музей на Приволжской железной дороге.

## История
3 ноября 1967 года решением Центрального районного совета депутатов трудящихся Волгограда на улице Порт-Саида, 17, в жилом доме, был открыт Музей боевой, революционной и трудовой славы железнодорожников Волгоградского отделения, став первым железнодорожным музеем на Приволжской железной дороге. Инициатором его создания был Виктор Фёдорович Кадильников. 23 января 1981 года решением Волгоградского областного совета профессиональных союзов музею присвоено звание «Народный музей». В 2008 году Народный музей Волгоградских железнодорожников переехал в новое помещение по адресу: улица Буханцева, 66, а его экспозиция претерпела значительную реконструкцию.
В 2017 году экспозиция «Музей истории Приволжской железной дороги» была размещена в новом административном здании Приволжской детской железной дороги в трёх тематических залах на втором этаже.
В настоящее время раздел о музее истории ПривЖД заменён на официальном сайте[уточнить] информацией о подразделении по сохранению исторического наследия Приволжской железной дороги, публичная деятельность которого связана с организацией передвижных экспозиций — ретропоездов, а также созданием нового экспозиционно-выставочного комплекса «Станция Покровск» в Энгельсе.